# Adacidium
× Adacidium (abreviado Adcm) es un híbrido intergenérico entre los géneros de orquídeas Ada x Oncidium. Fue publicado en Orchid Rev. 98(1157): cppo: 12 (1990).